# أدريان ستويان
أدريان ستويان (بالرومانية: Adrian Stoian)‏ وهو لاعب كرة قدم روماني في مركز الجناح ولد في يوم 11 فبراير 1991 في مدينة كرايوفا في رومانيا وهو يلعب حالياً في الدوري الإيطالي الدرجة الثانية مع نادي باري معاراً من كييفو فيرونا في مركز الوسط وسبق لللاعب اللعب مع أندية جنوة ونادي بيسكارا ونادي روما كما لعب مع منتخب رومانيا لكرة القدم ومنتخب الروماني في فئات عُمرية مختلفة ويبلغ طوله 178 سم.

## روابط خارجية
- أدريان ستويان على موقع الاتحاد الأوربي (الإنجليزية)
- أدريان ستويان على موقع إي إس بي إن إف سي (الإنجليزية)
- أدريان ستويان على موقع قاعدة بيانات كرة القدم.إي يو (الإنجليزية)
- أدريان ستويان على موقع ناشيونال فوتبول تيمز (الإنجليزية)
- أدريان ستويان على موقع Soccerbase.com (لاعب) (الإنجليزية)
- أدريان ستويان على موقع Soccerway.com (الإنجليزية)
- أدريان ستويان على موقع عالم كرة القدم.نت (الإنجليزية)
- أدريان ستويان على موقع AS.com (الإسبانية)